# Filomena de Roma
Filomena de Roma (llatí: Philomena)  (Corfú, d. 10 de gener de 291 - Roma, d. 10 d'agost de 304) és una figura llegendària, venerada com a santa per l'Església Catòlica Romana, tot i que el seu nom ha estat retirat del calendari de sants per la manca de proves de la seva existència.

## Llegenda
Segons una religiosa de Nàpols, la mateixa Filomena se li aparegué i li explicà la seva vida el 1833. Segons aquesta revelació, Filomena era princesa de l'illa de Corcira. A tretze anys anà a Roma amb els seus pares per veure l'emperador Dioclecià. Aquest se n'enamorà i li oferí el tron de l'imperi, però Filomena, que era cristiana, havia consagrat la seva virginitat i el refusà. L'emperador, enutjat, ordenà que fos torturada, però miraculosament es recuperava, i finalment fou executada per cristiana.

## Veneració
Les seves suposades restes van ésser trobades en 1802 en unes excavacions a les catacumbes de Priscil·la de Roma. S'hi trobà una cripta amb tres fragments ceràmics que tenien la inscripció Lumena — Pax Te — Cum Fi. Per donar-li sentit a la frase, es combinaren els fragments i es va llegir Pax te cum Filumena ("La pau sigui amb tu, Filomena"). A la tomba hi havia les restes d'una noia de dotze o tretze anys, amb un càntir trencat prop del seu cap, amb el que es va pensar que era sang seca.
El cos sant es va traslladar a la parròquia de Mugnano del Cardinale el 10 d'agost de 1805. Aviat adquirí molta popularitat. Jean-Marie Vianney va atribuir a la màrtir el guariment, en 1835, d'una malaltia que Pauline Jaricot tenia al cor; aquesta va fundar tres associacions catòliques en honor seu: l'Associació del Roser Vivent, la Societat per a la Propagació de la Fe i l'Associació de la Santa Infantesa.

### Retirada del culte
La celebració litúrgica no fou inclosa al Calendari romà general, però el 1837 fou aprovada en alguns llocs. El missal romà de 1920 l'esmenta el dia 11 d'agost en la secció de misses per a llocs concrets.
El 14 de febrer de 1961, els sants l'existència dels quals no estaven prou provades o documentades van ésser retirats del calendari general dels sants. Entre ells hi havia Filomena. S'argumentava que la inscripció no era una prova suficient del martiri de la noia, que la sang al gerro formava part de ritus funeraris cristians i no necessàriament de màrtirs. A més, el relat de la germana de Nàpols no es podia verificar i en les fonts antigues no hi havia cap menció a l'existència de Filomena. L'absència a la inscripció de la paraula martyr va fer pensar que no havia mort màrtir.
La veneració popular, tot i la retirada de la santa del calendari, continua i Filomena encara és una santa popular.

## Curiositats
El pintor i escultor català, Lluís Vermell i Busquets, pintà un retrat d'aquesta Santa per encàrrec del bisbe de Conca (Castella).